# Ultra Hand
Ultra Hand (яп. ウルトラハンド Уруторахандо) — механическая игрушка, производимая Nintendo в конце 1960-х. Была изобретена в 1966 году сотрудником компании Гумпэем Ёкои.

## Внешний вид
Игрушка состоит из нескольких крест-накрест связанных пластиковых элементов, и работает по принципу пантографа. Один конец функционирует, как ножницы, расширяясь, когда ручки разведены в разные стороны, и сжимаясь, когда они зажаты вместе. На другом конце Ultra Hand находятся две чашеобразные ручки, которыми предметы могут быть взяты. Также, в комплект включены три разноцветных шара c подставками для их опоры.
Ultra Hand стала популярной игрушкой. Было продано более миллиона единиц. Также, она стала одной из первых игрушек, разработанной Ёкои, которая помогла спасти компанию от серьезных финансовых трудностей.

## Появление в видеоиграх
Ultra Hand появлялась в одной из видеоигр сервиса WiiWare под названием Grill-Off with Ultra Hand!. Игра была выпущена в Северной Америке 31 марта 2010 года эксклюзивно для членов Клуба Nintendo. Также игрушка появлялась в таких играх, как Wario: Master of Disguise, Mario Power Tennis и в качестве элемента мебели в игре Animal Crossing: New Leaf.